# کریستین کانگور
کریستین کانگور (استونیایی: Kristjan Kangur؛ زادهٔ ۲۳ اکتبر ۱۹۸۲) بازیکن بسکتبال اهل استونی است.
وی از سال ۲۰۰۹ تا ۲۰۱۶ بازیکن سال بسکتبال استونی شده است.